# Дарія (мультсеріал)
«Дар'я» (англ. Daria) — американський мультиплікаційний телесеріал, що йшов з 1997 рік у кіно по 2002 рік. Був придуманий Гленом Ейхлером і Сьюзі Льюїс Лінн для MTV. «Дар'я» з'явилася як відгалуження іншого серіалу MTV — «Бівіс і Батхед», в якому вона була другорядним персонажем.

## Історія
Вперше з'явилася як епізодичний персонаж в мультіфільмі Бівіс і Баттхед, де вона своїм інтелектом створювала контраст з двома головними героями. Вважається, що саме спілкування з ними додало Дар'ї деяку суворість. Під час фінального сезону Бівіса і Баттхеда в 1997 році MTV звернулося до сценариста Гленна Ейхлера (Glenn Eichler), що створив персонаж Дар'ї з пропозицією зробити про неї самостійний серіал.
Короткий пілотний епізод «запечатати стусаном» був створений Гленном Ейхлером і співробітником шоу Бівіс і Баттхед Сьюзі Льюїс. MTV дало серіалу зелене світло, а Ейхлер і Льюїс стали її виконавчими продюсерами.
Перший епізод Дар'ї 3 березня 1997 (приблизно за дев'ять місяців до завершення Бівіса і Баттхеда). Тепер, отримавши головну роль, Дар'я ще більш розвинула свій цинічний і різкий характер.

## Сюжет
Більшість серій Дар'ї мають незалежний сюжет, заснований на ситуаціях, в які потрапляє цинічна школярка, яка живе в типовому провінційному американському місті. Серіал показує шкільні роки Дар'ї та закінчується її вступом до коледжу.
Для посилення комічного ефекту повсякденне американське життя свідомо спотворене. Лондейл — місто в якому живе Дар'я, населений всілякими стереотипними персонажами, що всіляко дотепно підкреслюється самою Дар'єю.
У мультфільмі Дар'я та її єдина подруга, талановита художниця Джейн Лейн, обмінюються думками про однолітків. У перших сезонах Дар'я закохана в брата Джейн Трента, її почуття залишаються невисловленими. У 13 серії 3 сезону Дар'я переконується в безвідповідальності Трента і натяками вони визнають свою несумісність.
Відносини між героями змінюється в 3 сезоні, коли Джейн починає зустрічатися з Томом Слоаном, юнаком з однієї з найбагатших сімей в місті. Спочатку Дар'я була налаштована різко проти Тома, проте з часом вони почали зближуватися, в той час як відносини Тома і Джейн погіршувалися. Емоційні і комічні взаємини Дар'ї, Джейн і Тома стали однією з основних сюжетних ліній частини серіалу.

## Сучасність в серіалі
Одне із завдань серіалу — показати стереотипи поп-культури. Для цього Дар'я з її цинізмом, антисоціальністю та підкресленою інтелектуальністю протиставляється типовим підліткам свого покоління.
У Дар'ї висміюються такі аспекти сучасної культури, як проблеми самосприйняття і моди, перевага спорту перед наукою і творчістю, конформізм покоління Дар'ї. Наприклад «Модний клуб» — шкільне суспільство складається з чотирьох одержимих тільки модою і своєю популярністю школярок.
Дар'я часто дивиться по телебаченню шоу «Sick Sad World», яке є пародією на сучасні сенсаційні програми про дивне, збочене та надприродне. Майже завжди саме шоу не показують, тільки заставку до нього, а потім хтось бере пульт і відключає телевізор. Самі рекламні заставки цього шоу переповнені абсурдом, гіперболою і оксюмороном.
Одна з пародій пов'язана з гранж-групою Трента, брата Джейн, «Містична спіраль». Група часто виступає на різних заходах і її учасники щиро сподіваються, що їх хто-небудь «помітить», хоча у них немає ніяких підстав для таких надій. Один із повторюваних жартів, пов'язаних з «Містичною спіраллю», полягає в тому, що автор текстів Трент відверто поганий поет. Інший жарт пов'язана з назвою групи: Трент постійно згадує про те, що хотів би перейменувати групу. Байдужий до змін Трент стереотипний представник покоління X. Протягом багатьох серій Дарія відчувала до нього прихильність.
Що стосується назв серій, то це майже завжди каламбури на відомі фрази або алюзії до назв фільмів, книг або музичних груп.
В кінці кожної серії, коли йдуть фінальні титри, можна побачити героїв серіалу зображених в ролі інших персонажів. Починаючи з Тіффані в образі покемону, а і закінчуючи постійними шанувальниками Квін — Джоуі, Джеффі і Джемі — в ролі трьох головних героїв фільму О, де ж ти, брат? або Джейн в образі Статуяї Свободи.

## Книги
За мотивами серіалу в 1998 написані дві ілюстровані книги.

## Цікаві факти
- В епізоді 1-01 Хелен Моргендорффер згадує про Хай-Ленд (де, за словами Дар'ї, було знайдено уран у питній воді) — є єдиним відсиланням, що Дар'я була в серіях Бівіса і Баттхеда.
- У тому ж епізоді (1-01) починається ланцюжок містифікацій «вона моя кузина», яка вирішиться в епізоді «Lucky Strike» (# 506).
- В епізоді 2-06 Дар'я і Джейн йдуть в кінотеатр на ретроспективний показ фільму «Остання вечеря», знятого в 1930-му році російським режисером Андрієм Захарінскім. Насправді, такої кінокартини ніколи не існувало.
- Більшість акторів, які озвучували героїв мультсеріалу, наймалась серед персоналу MTV, а також у школах і коледжах Нью-Йорка.
- Окрім самої Дар'ї, ніякі інші герої Бівіса і Баттхеда не з'являлися в серіалі. Гленн Ейхлер в одному з інтерв'ю сказав, що Бівіс і Баттхед були дуже сильними персонажами з особливим гумором, і їх поява в Дар'ї, де автори хотіли розвинути героїв з абсолютно іншим гумором, могло викликати негативну реакцію у глядачів .
- Після того, як серіал знайшов популярність, з'явилися чутки про те, що Дар'ю озвучувала Джанін Гарофало.
- У серіалі періодично вживається вираз з основної музичної теми You're Standing On My Neck написаної групою Splendora: «Ти стоїш на моєму горлі».
- В 4 серії 3-го сезону Daria Dance Party директор міс Лі вимовляє: "Діти, у нас через два тижні відбудеться шкільна дискотека. У нас особливий режим безпеки, і якщо хто мріє протягнути відро свинячої крові — відразу забудьте про це ". Це відсилання до роману Стівена Кінга «Керрі».
- Зріст Дар'ї — 5 футів 2 дюйми, тобто 157 см (8-а серія 3-го сезону).
- В озвучуванні повнометражного мультфільму А скоро осінь? Взяло участь багато знаменитостей: Карсон Дейлі (Carson Daly) озвучив річного репетитора Квін, панк-рок співачка Bif Naked озвучила подругу Джейн за художнім табору, а рок-музикант Дейв Грол озвучив викладача в цьому таборі.
- У повнометражному фільмі А скоро коледж? Стейсі, стомлена балаканиною Сенді, загадала бажання, щоб та замовкла, в результаті чого Сенді захворіла ларингітом. Квін, вислухавши розповідь Стейсі, зауважує: "Жах який! Прямо як у тому фільмі, коли стара прокляла одного мужика, і він почав худнути, хоча я не зрозуміла, що в цьому жахливого". Це відсилання на фільм за романом Стівена Кінга.